# Malomikhàilovka
Malomikhàilovka - Маломихайловка (rus) - és un poble de l'óblast de Bélgorod, a Rússia. El 2010 tenia 758 habitants. Pertany al districte (raion) de Xebékino.